# Dunstock
Dunstock (även dynstock) är ett gammalt hantverkarnamn på en bärbjälke under en byggnads golvbräder. Benämningen kan även användas för diverse timrade underlag.